# Маревка
Ма́ревка (до 1973 года — Бейцухэ́) — река в Красноармейском районе Приморского края России, один из наиболее крупных притоков Большой Уссурки. Длина реки — 179 км, площадь бассейна — 2130 км², общее падение реки — 440 м.
Маревка берёт начало на западных отрогах хребта Сихотэ-Алиня, течёт в западном направлении и впадает в реку Большая Уссурка в 41 км от её устья. Высота устья — 70,5 м.
Основные притоки: Нижняя Лимониха (длина 27 км), 2-я Шпальная (27 км), Вороновка (43 км).
Населённые пункты у реки от истока к устью: Лимонники, Измайлиха, Метеоритный, Покровка.